# Чемпионат мира по шашкам-64 среди женщин
Чемпионаты мира по шашкам-64 ФМЖД / МФШ проводятся по двум версиям: русские шашки и бразильские шашки.
Первый чемпионат был проведён в 1993 году. С 2003 года в программу были включены соревнования в формате молниеносные шашки (блиц) и быстрые шашки. Отличие этих форматов во времени на проведение партии. Чемпионаты мира, проводившиеся МАРШ, не признаются официально. 

## История
Чемпионат мира по русской версии шашек-64 впервые состоялся в 1993 году, на следующий год после создания под эгидой ФМЖД «секции-64», занимающейся развитием шашек на малой доске. С тех пор чемпионаты мира проходили под эгидой ФМЖД по русским шашкам и по бразильским шашкам. В 1990-е и начале 2000-х годов параллельно проводились соревнования, носящие статус чемпионатов мира по русским шашкам, под эгидой Международной ассоциации русских шашек (МАРШ), результаты которых не признавались ФМЖД.
В 2012 году была создана и в 2013 году зарегистрирована в Болгарии Международная федерация шашек (МФШ), которая представляла шашки-64 как секция-64 ФМЖД. В октябре 2015 года Международная федерация шашек / секция-64 вышла из состава ФМЖД и проводит чемпионаты мира по русским шашкам самостоятельно. Международная федерация шашек (МФШ), не признаёт чемпионаты мира по шашкам-64, проводимые ФМЖД. 
Однако ФМЖД продолжает развивать шашки-64, для чего вновь были созданы две секции шашек-64: русских и бразильских. В 2018 году Федерация шашек России вышла из состава МФШ и российские шашисты принимали участие в чемпионате мира, который прошел в турецком Измире под эгидой секции-64 ФМЖД (бразильские). Секция-64 ФМЖД (русские) также проводила свои турниры, в октябре 2018 года в Нижневартовске проходил чемпионат мира по шашкам-64 по русской версии, а в 2020 году в Кушадасы (Турция) также прошёл чемпионат мира по русской версии.
В 2021 году не проводился из-за пандемии коронавируса COVID-19. 
С 2021 года секция-64 ФМЖД (русские и бразильские шашки) прекратила работу. В 2022 году Федерация шашек России вернулась в состав МФШ и этого времени чемпионаты мира по шашкам-64 (русские и бразильские шашки) проводит только Международная федерация шашек (МФШ). В 2022 году по политическим причинам спортсмены Белоруссии и России участвовали как шашисты от NA1 и NA2. В 2024 году на чемпионате мира в Московской области (Россия) ограничения против спортсменов Белоруссии и России были сняты.

## Призёры чемпионатов мираФМЖД/МФШ

### Классические шашки
| Номер         | Год  | Место проведения                    | 1                      | 2                    | 3                                        |
| ------------- | ---- | ----------------------------------- | ---------------------- | -------------------- | ---------------------------------------- |
| 1 рус.        | 1993 | Калуга                              | Екатерина Бушуева      | Юлия Макаренкова     | Анастасия Виноградова Людмила Свирь      |
| 2 рус.        | 1994 | Алушта                              | Юлия Макаренкова       | Владислава Андролойц | Ольга Рейниш                             |
| 3 рус.        | 1996 | Алушта                              | Ольга Рейниш           | Екатерина Бушуева    | Юлия Макаренкова                         |
| 4 рус.        | 1997 | Алушта                              | Екатерина Бушуева      | Наталья Есина        | Людмила Сивук                            |
| 5 рус.        | 1999 | Симферополь                         | Юлия Макаренкова       | Екатерина Бушуева    | Людмила Свирь                            |
| 6 рус.        | 2001 | Алушта                              | Елена Борисова         | Юлия Макаренкова     | Людмила Свирь                            |
| 7 рус.        | 2003 | Санкт-Петербург (+ доп. матч — 4:2) | Антонина Лангина       | Юлия Макаренкова     | Людмила Свирь                            |
| 8 рус.        | 2005 | Днепродзержинск                     | Елена Миськова         | Виктория Мотричко    | Ольга Рейниш                             |
| 9 рус. (матч) | 2006 | Санкт-Петербург                     | Елена Миськова         |                      | матч с Антониной Лангиной 2:1 (по сетам) |
| 10 браз.      | 2007 | Нидзица                             | Виктория Мотричко      | Жанна Саршаева       | Юлия Макаренкова                         |
| 11 рус.       | 2009 | Рубежное                            | Юлия Макаренкова       | Наталия Фёдорова     | Виктория Мотричко                        |
| 12 рус.       | 2011 | Санкт-Петербург                     | Наталия Фёдорова       | Жанна Саршаева       | Виктория Мотричко                        |
| 13 рус.       | 2013 | Санкт-Петербург                     | Жанна Саршаева         | Степанида Кириллина  | Юлия Макаренкова                         |
| 14 рус. IDF   | 2015 | Санкт-Петербург                     | Елена Сковитина        | Жанна Саршаева       | Юлия Макаренкова                         |
| 15 рус. IDF   | 2017 | Санкт-Петербург                     | Жанна Саршаева         | Елена Сковитина      | Дарья Федорович                          |
| 16* браз.     | 2018 | Измир                               | Елена Короткая         | Юлия Макаренкова     | Лю Пэй                                   |
| 17* рус.      | 2018 | Нижневартовск                       | Елена Короткая         | Жанна Бупеева        | Матрёна Ноговицына                       |
| 18 (рус.) IDF | 2019 | Свети-Влас                          | Яна Якубович           | Дарья Федорович      | Анастасия Барышева                       |
| 19* (рус.)    | 2020 | Кушадасы                            | Юлия Макаренкова       | Жанна Бупеева        | Кристина Ватолина                        |
| 20 (рус.) IDF | 2022 | Кобулети                            | NA1 Виктория Николаева | NA2 Ника Леопольдова | NA1 Полина Петрусёва                     |
| 21 (рус.) IDF | 2024 | Московская область                  | Тунаара Фёдорова       | Виктория Николаева   | Жанна Саршаева                           |

### Быстрые шашки
| Номер          | Год  | Место проведения   | 1                       | 2                   | 3                    |
| -------------- | ---- | ------------------ | ----------------------- | ------------------- | -------------------- |
| 1 рус.         | 2003 | Санкт-Петербург    | Юлия Макаренкова        | Людмила Свирь       | Ольга Рейниш         |
| 2 рус.         | 2005 | Днепродзержинск    | Елена Миськова          | Наталия Фёдорова    | Юлия Макаренкова     |
| 3 браз.        | 2007 | Нидзица            | Елена Миськова          | Юлия Макаренкова    | Степанида Кириллина  |
| 4 рус.         | 2009 | Рубежное           | Елена Миськова          | Елена Короткая      | Степанида Кириллина  |
| 5 рус.         | 2011 | Санкт-Петербург    | Наталия Фёдорова        | Юлия Макаренкова    | Виктория Мотричко    |
| 6 рус.         | 2013 | Санкт-Петербург    | Степанида Кириллина     | Виктория Мотричко   | Юлия Макаренкова     |
| 7 браз. IDF    | 2015 | Санкт-Петербург    | Софья Морозова          | Дарья Федорович     | Жанна Саршаева       |
| 8 браз. IDF    | 2017 | Санкт-Петербург    | Елена Сковитина         | Юлия Макаренкова    | Анастасия Барышева   |
| 9* браз.       | 2018 | Измир              | Юлия Макаренкова        | Сайыына Попова      | Елена Короткая       |
| 10* рус.       | 2018 | Нижневартовск      | Матрёна Ноговицына      | Жанна Бупеева       | Кристина Ватолина    |
| 11 (браз.) IDF | 2019 | Свети-Влас         | Дарья Федорович         | Вера Хващинская     | Кристина Заруба      |
| 12* (браз.)    | 2020 | Кушадасы           | Матрёна Ноговицына      | Наталья Шестакова   | Жанна Бупеева        |
| 13 (браз.) IDF | 2022 | Кобулети           | NA1 Виктория Николаева  | NA1 Вера Хващинская | NA2 Ника Леопольдова |
| 14 (браз.) IDF | 2024 | Московская область | Анастасия Архангельская | Мария Таранина      | Ника Леопольдова     |

### Блиц
| Номер         | Год  | Место проведения   | 1                      | 2                      | 3                   |
| ------------- | ---- | ------------------ | ---------------------- | ---------------------- | ------------------- |
| 1 рус.        | 2003 | Санкт-Петербург    | Юлия Макаренкова       | Елена Борисова         | Ольга Рейниш        |
| 2 рус.        | 2005 | Днепродзержинск    | Антонина Лангина       | Юлия Макаренкова       | Елена Миськова      |
| 3 браз.       | 2007 | Нидзица            | Елена Миськова         | Юлия Макаренкова       | Степанида Кириллина |
| 4 рус.        | 2009 | Рубежное           | Елена Миськова         | Елена Короткая         | Наталия Фёдорова    |
| 5 рус.        | 2011 | Санкт-Петербург    | Жанна Саршаева         | Степанида Кириллина    | Юлия Макаренкова    |
| 6 рус.        | 2013 | Санкт-Петербург    | Степанида Кириллина    | Юлия Макаренкова       | Виктория Мотричко   |
| 7 рус. IDF    | 2015 | Санкт-Петербург    | Елена Сковитина        | Жанна Саршаева         | Ника Леопольдова    |
| 8 рус. IDF    | 2017 | Санкт-Петербург    | Елена Сковитина        | Софья Морозова         | Вера Хващинская     |
| 9* браз.      | 2018 | Измир              | Елена Короткая         | Юлия Макаренкова       | Гуань Ylyang        |
| 10* рус.      | 2018 | Нижневартовск      | Елена Короткая         | Матрёна Ноговицына     | Кристина Ватолина   |
| 11 (рус.) IDF | 2019 | Свети-Влас         | Яна Якубович           | Дарья Федорович        | Вера Хващинская     |
| 12* (браз.)   | 2020 | Кушадасы           | Юлия Макаренкова       | Софья Орлова           | Жанна Бупеева       |
| 13 (рус.) IDF | 2022 | Кобулети           | NA1 Виктория Николаева | Алтынай Джумагальдиева | NA1 Вера Хващинская |
| 14 (рус.) IDF | 2024 | Московская область | Сандаара Апросимова    | Жанна Саршаева         | Тунаара Фёдорова    |

* Не признаются Международной федерацией шашек IDF.

## Призёры чемпионатов мираМАРШ
| Номер | Год, место проведения | 1                                  | 2                                  | 3                     |
| ----- | --------------------- | ---------------------------------- | ---------------------------------- | --------------------- |
| 1     | 1992, Подольск        | Владислава Андролойц               | Зинаида Александрова               | Екатерина Бушуева     |
| 2     | 1993, Орёл            | Наталия Фёдорова                   | Екатерина Бушуева                  | Юлия Макаренкова      |
| 3     | 1994, Якутск          | Екатерина Бушуева                  | Юлия Макаренкова                   | Татьяна Тетерина      |
| 4     | 1995, Ухта            | Екатерина Бушуева Татьяна Тетерина | Екатерина Бушуева Татьяна Тетерина | Анастасия Виноградова |
| 5     | 1997, Баку            | Анастасия Виноградова              | Татьяна Тетерина                   | Наталия Степанова     |
| 6     | 2002, Самара          | Екатерина Бушуева                  | Антонина Лангина                   | Наталья Залевская     |
| 7     | 2007, Пицунда         | Екатерина Бушуева                  | Юлия Макаренкова                   | Жанна Саршаева        |

## Комментарии
1. ↑  Согласно сайту МАРШ, представляла Украину[17], согласно сайту «Укршашки» — Россию[18]